# Inspecteur la Bavure
Pour plus de détails, voir Fiche technique et Distribution.
Inspecteur la Bavure est un film français réalisé par Claude Zidi, sorti le 3 décembre 1980.
Dans cette comédie policière, Coluche joue le rôle d'un inspecteur de police gaffeur et incompétent, recherchant un gangster interprété par Gérard Depardieu.

## Synopsis
Fils d'un héros de la police abattu par Pierrot le fou, Michel Clément (Coluche) est loin d'égaler son père Jules. Encouragé par sa mère (Marthe Villalonga) à suivre les traces paternelles, il obtient de justesse son diplôme d'inspecteur de police (par indulgence du jury) et se retrouve stagiaire à la Police Judiciaire de la Préfecture de Police (PJPP). Là, sa maladresse lui cause de nombreux problèmes, mais malgré cela, Michel rêve d'arrêter l'ennemi public no 1, l'impitoyable Roger Morzini (Gérard Depardieu). Celui-ci, trouvant son visage bien trop connu, subit une opération de chirurgie esthétique en s’inspirant du visage de l'acteur Gérard Depardieu.
Une journaliste ambitieuse, Marie-Anne Prossant (Dominique Lavanant), fille d'un directeur de journal, nargue Morzini en réclamant une interview de lui, ce qui lui vaut d'être mise sous protection policière. Michel Clément assurera officiellement et ostensiblement cette tâche pour détourner l'attention, tandis que des policiers plus compétents assureront cette sécurité cachés, attendant que Morzini s'attaque à elle pour l'arrêter.
Morzini, rendu méconnaissable par son opération, se fait passer pour un écrivain auteur de romans policiers dénommé Antoine Collard et se lie dʼamitié avec Michel, lequel, en toute naïveté, va lui révéler tous les secrets de la police pour ne pas être capturé.
Prétextant faire des recherches pour son prochain roman, Morzini réussit à abuser de la naïveté de Michel pour approcher Marie-Anne Prossant et lʼenlever, au nez et à la barbe des policiers, qui surveillent pendant ce temps Michel dans sa voiture. Morzini, qui a emmené son otage dans une maison abandonnée, réclame une rançon au père de Marie-Anne Prossant. Les policiers arrêtent Michel, soupçonné dʼêtre le complice de Morzini. Ils sʼarrangent pour que celui-ci sʼéchappe du commissariat afin de le suivre, à lʼaide dʼun émetteur quʼils ont dissimulé dans la doublure de son costume. Mais Michel découvrira par accident la présence de lʼémetteur et donnera ses habits à un clochard, ce qui fera échouer la filature.
Avec quelques amis, Michel prend les choses en main et enlève la mère de Morzini. Celle-ci le tuyaute sur lʼendroit où se trouve probablement son fils. Michel sʼy rend et confronte Morzini, qui refuse de relâcher son otage. Michel décide alors dʼattaquer la maison à lʼaide dʼune pelle mécanique et libère lui-même Marie-Anne Prossant.

## Fiche technique
- Titre : Inspecteur la Bavure
- Réalisation : Claude Zidi
- Scénario, adaptation et dialogues : Jean Bouchaud et Claude Zidi
- Assistants réalisateur : Jacques Santi, Hélène Bernardin, Francis de Gueltzl et Michel Thibaud
- Photographie : Henri Decaë
- Opérateur : Patrice Wyers, assisté de François Lauliac et Pierre Ferry
- Musique : Vladimir Cosma (éditions musicales Hortensia)
- Montage : Nicole Saunier, assistée de Amina Mazzani et Chantal Ellia
- Décors : Jean-Baptiste Poirot, assisté de Jean-Michel Hugon, Vincent Lichtle et David Mar Boon
- Producteur : Claude Berri
- Producteur exécutif : Pierre Grunstein
- Société de production : Renn Productions - France 3 Cinéma
- Accessoiriste de plateau : Jean-Baptiste Dutreix
- Tapissier : Francis Pesquer
- Maquillage : Didier Lavergne
- Coiffures : Ludovic Paris
- Costumes  : Corinne Jorry
- Habilleuse : Monique Tourret
- Son : Bernard Aubouy, assisté d'Antoine Ouvrier
- Script-girl : Danièle Destouche et Claudine Zidi (stagiaire)
- Accesoiriste de plateau : Jean-Baptiste Dutreix
- Accessoiriste, effets spéciaux : Luc Geoffray
- Casting : Françoise Combadière
- Chargé de la figuration : Frédéric de Foucaud
- Ensemblier : Nady Chauviret
- Bruiteur : Jean-Pierre Lelong
- Mixage : Dominique Hennequin
- Régisseur général : Francis Peltier et Louis Becker (adjoint) - Dominique Ouzilleau (stagiaire)
- Régleur de Cascades : Rémy Julienne
- Régisseur extérieur : Jean Nossereau
- Chef électricien : Georges Ferrière
- Chef machiniste : Roger Robert
- Attachés de presse : Eugène et Marlène Moineau
- Photographe de plateau : Jacques Prayer
- Générique et Effets visuels : Eurocitel
- Pellicule 35 mm, Kodak par Eastmancolor - Pellicule son : Pyral - Ratio : 1,66:1
- Matériel de prises de vues : Samuelson Alga Cinéma
- Distribution en France : AMLF
- Genre : Comédie policière
- Durée : 100 minutes
- Dates de tournage : 21 juillet-29 septembre 1980
- Date de sortie : 3 décembre 1980
- Visa d'exploitation : 52735
- Affiche : René Ferracci (France)

## Distribution
- Coluche : l'inspecteur stagiaire Michel Clément / le commissaire Jules Clément, son père
- Gérard Depardieu (crédité sans son prénom) : Roger Morzini, l'ennemi public no 1, se faisant passer pour un auteur nommé « Antoine Collard »
- Dominique Lavanant : Marie-Anne Prossant, journaliste
- Julien Guiomar : le commissaire-divisionnaire Vermillot
- Alain Mottet : Dumeze, le directeur de la police
- François Perrot : Louis Prossant, magnat de la presse et père de Marie-Anne
- Jean Bouchaud : l'inspecteur Zingo
- Clément Harari : le docteur Haquenbusch, chirurgien du Milieu
- Philippe Khorsand : Alphonse Rouchard, le violeur lors de la reconstitution près du Canal
- Martin Lamotte : l'inspecteur Gaffuri
- Dany Saval : l'antiquaire
- Hubert Deschamps : Marcel Watrin, un inspecteur proche de la retraite mis en binôme avec Michel
- Marthe Villalonga : Marthe Clément, la mère de Michel
- Richard Anconina : Philou, ami de Michel
- Féodor Atkine : Merlino, le photographe
- Richard Bohringer : le policier du service d'anthropométrie
- Jeanne Herviale : Denise Morzini
- Michel Puterflam : Gégé, le barman et partenaire de Michel à la pétanque
- Louison Roblin : l'avocat de la fillette victime de Rouchard
- Christian Spillemaecker : Zibet, élève-inspecteur
- Rémy Azzolini : le spécialiste
- Gérard Holtz : le présentateur de télévision
- Nicholas Bang : le client anglais
- Gaëtan Bloom : le clochard
- Gérard Caillieux : le guitariste
- André Chaumeau : le juge d'instruction
- Alain Chevestrier : l'élégant
- Gérard Couderc : un inspecteur
- Monique Couturier : la caissière du Fouquet's
- Hélène Zidi-Chéruy (créditée « Hélène Dublin ») : Sarah
- Gabriel Gobin : l'avocat du satyre
- Gérard Guit : le garçon du Fouquet's
- Youssef Hamid : Mustapha
- Dominique Hulin : « Presse-purée », inspecteur réputé pour ses interrogatoires musclés
- Hassen Imatoukène : le sommelier du Fouquet's
- Franck James : l'inspecteur Rawson
- Henri Lambert : Pierrot le fou, l'assassin du père de Michel
- Patrick Laurent : Loulou, ami de Michel
- Jack Lenoir : un complice de Morzini
- Jean-Paul Lilienfeld : Libenstein, élève-inspecteur
- Yves Morgan : le capitaine de gendarmerie
- Michel Pilorgé : le mouton
- Pierre Plessis : Charlie, inspecteur de police chevronné
- Amélie Prévost : la vendeuse de chez Nina Ricci
- Roger Riffard : le voiturier
- Gilbert Robin : le procureur
- Jean-Michel Vaguelsy : l'assistant du plateau de télévision
- Huguette Verne : Mme Prossant, femme de Louis et mère de Marie-Anne
- Patrick Zard : Luis, ami de Michel
- Florent Pagny : un ami de Michel
- Hippolyte Girardot : un ami de Michel
- Gérard Darmon : un ami de Michel (non crédité)
- Jean Martin : le directeur de la promotion (non crédité)
- Véronique Colucci : une cliente dans un café (non créditée)
- Michel Berreur : un complice de Morzini (non crédité)
- Hélène Hermmelin : une animatrice de télévision (non créditée)
- Jacques Disses : un inspecteur chez Mme Clément
- Bernard Dumaine : un inspecteur chez Mme Clément
- Maria Laborit : l'animatrice de l'émission « Nous les femmes » (non créditée)

## Production

### Scénario
Le personnage de Roger Morzini est un pastiche de Jacques Mesrine, « ennemi public n°1 » tué par la police l'année précédant la sortie du film.
Celui de Louis Prossant, magnat de la presse, interprété par Francois Perrot, est librement inspiré de Robert Hersant.

### Composition de la distribution
Dans ce film figurent des transfuges du précédent film de Claude Zidi, Les Sous-doués : Hubert Deschamps, Patrick Laurent, Patrick Zard, Gaëtan Bloom, Hélène Zidi-Chéruy, Féodor Atkine, Richard Borhinger et Dominique Hulin qui joue Presse-purée. Richard Anconina, qui joue un des copains de Michel Clément, rejouera à nouveau avec Coluche dans Tchao Pantin. Florent Pagny joue lui aussi le rôle d'un copain de Michel Clément, ainsi que Hippolyte Girardot que l'on peut voir lorsque Michel Clément reçoit les pistolets Le Page que ses amis lui offrent.

### Tournage
Le film a été tourné à Paris et en région parisienne entre le 21 juillet et le 29 septembre 1980. Au cours de cette période, Nicolae Ceaușescu, président de la Roumanie, était en visite officielle en France ainsi qu'en atteste le premier plan immédiatement après le générique d'ouverture du film (env. 7 min 12 s) sur lequel figurent des oriflammes aux couleurs de la Roumanie accrochées aux candélabres de l'avenue des Champs-Élysées.

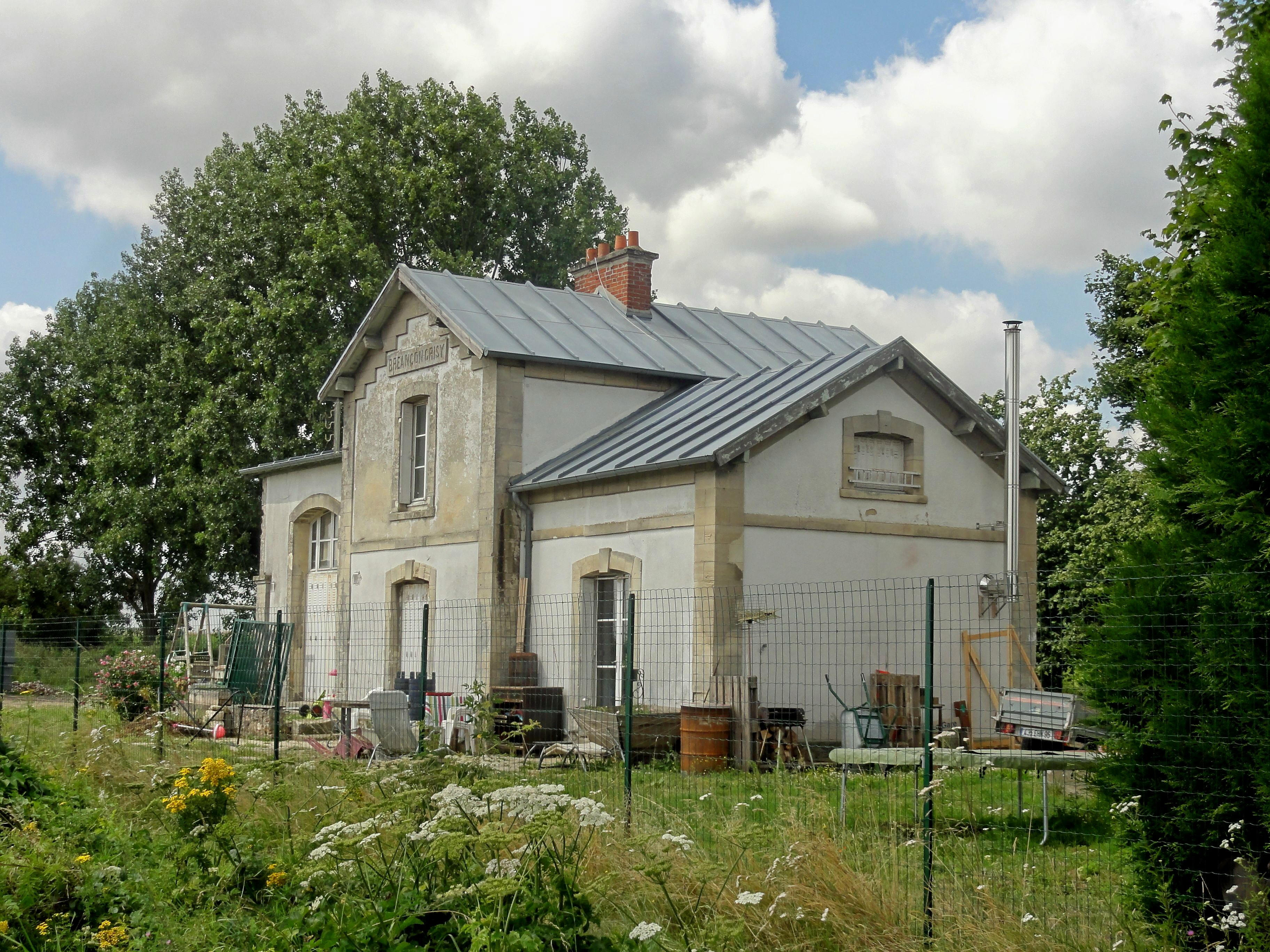
L'ancienne gare de Bréançon.

La scène d'ouverture en noir et blanc dans laquelle le père de Michel se fait tuer par Pierrot le Fou a été tournée à Bréançon. L'ancienne gare du village devient, dans la scène, la maison du criminel. D'après l'ancien maire du village, Fernand Desouilles, qui assista au tournage, l'équipe de tournage est restée environ une semaine pour tourner la scène : « Je me souviens qu'ils utilisaient un vieux camion de CRS et que celui-ci restait chez moi, le soir, à la ferme... ».
La scène se déroulant précisément le 25 juillet 1957, de nombreux véhicules des années 1950 ont été utilisés :

« Pour filmer ces quelques plans en noir et blanc, Claude Zidi avait besoin d’une dizaine d’automobiles des années 50 afin de les utiliser comme voitures de police. Ma société de location se trouvait à Cormeilles-en-Parisis et nous les avons toutes accrochées entre elles et les avons amenées ainsi, en file indienne, jusqu'à Bréançon. Vous imaginez la tronche des automobilistes qui nous croisaient ! »

— Germain Tison, le loueur de ces voitures
Parmi les lieux de tournage : Aubervilliers, Grisy-les-Plâtres et Clamart.
Les scènes à la préfecture de police ont en fait été tournées dans les anciens locaux de l'école Centrale des arts et manufacture. L'image montre la façade 2 rue Conté à Paris. Lorsque les inspecteurs Michel Clement et Watrin sortent en voiture côté rue Conté de ce qui est censé être la préfecture de police, on lit en retrait du portail, gravé dans la pierre « Ecole Centrale des arts et manufactures » et un hommage aux « glorieux centraliens de la grande guerre qui ont contribué à la victoire ». Sur une autre plaque non visible à l'écran il est écrit « A la mémoire des élèves et anciens élèves de l'école centrale des arts et manufactures morts pour la France 1914 1918 »,.

### Bande-originale
La musique du film est entièrement composée par Vladimir Cosma.
Le compositeur a souvent eu l'habitude de s'inspirer des tendances musicales du moment pour composer. Ainsi, le générique du film, au rythme de ska et au saxophone endiablé, rappelle directement le fameux tube one step beyond du groupe anglais Madness, alors numéro 1 dans plusieurs pays, dont la France.
Le thème accompagnant l'attente de la fuite de Clément après son interrogatoire sera réutilisé dans Le Placard (2001). Celui accompagnant la scène finale (la démolition de la maison) est celui utilisé comme thème principal du film Le Prix du danger.

### Montage
À l'origine, Morzini révèle sa véritable identité à Clément en attrapant celui-ci, déguisé en prostituée, à la sortie du cimetière. Ce passage fut coupé au montage final mais est cependant visible dans la bande-annonce du film ainsi que dans la bande dessinée.

## Promotion
Pendant la réalisation du film, une novélisation en bande dessinée est faite par Cabu, Wolinski et Didier Convard. La BD est publiée dans le journal avant de paraître en album, aux éditions Albin Michel.

## Autour du film
- Il y a une erreur  dans le film : Lorsque Marthe propose à Michel de porter la gabardine de son père pour son premier jour en tant qu'inspecteur, elle précise que sept trous y ont été faits. Or dans la scène d'ouverture, le commissaire Jules Clément avait pris la première des sept balles à l'oreille droite et la sixième sur le côté de la tête. Par conséquent, la gabardine a été percée de cinq trous et non sept.
- La scène du choix du nouveau visage de Morzini comporte une petite plaisanterie : en regardant des photos de vedettes telles qu'Alain Delon, Jean-Paul Belmondo ou Paul Newman, ou d'hommes politiques comme Michel Debré ou Raymond Barre, Morzini choisit finalement le visage de Gérard Depardieu, lui qui interprète justement le gangster en étant affublé d'un postiche, d'un faux nez, d'une moustache et de boules dans les joues.
- Le nom du chirurgien esthétique ayant refait le visage de Morzini, le Dr Haquenbush est une référence au Dr Hackénbush du film un jour aux courses des Marx Brothers.
- On peut voir sur les affiches publicitaires de la capitale celle annonçant la sortie de L'Empire contre-attaque, sorti le 20 août 1980 dans les salles françaises.
- Dans une scène du film, le personnage interprété par Coluche dit à celui joué par Depardieu : « Mon père, ce héros au regard si doux » (d'après Victor Hugo[8]), de nombreuses années avant le film Mon père, ce héros (1991) de Gérard Lauzier avec le même Depardieu dans le rôle-titre. Une référence au même poème avait été faite par Jean-Paul Belmondo dans L'incorrigible (1975) de Philippe de Broca.
- Dans le film, la journaliste interprétée par Dominique Lavanant se prénomme Marie-Anne. Cependant lorsque Morzini téléphone au divisionnaire Vermillot pour lui annoncer qu'il a enlevé la jeune femme, il inverse les deux prénoms (Anne-Marie).
- En 2003, un personnage nommé Morzini est au centre de l'intrigue du film Ripoux 3, aussi réalisé par Claude Zidi.
- À la sortie du film en décembre 1980, Coluche reçoit une menace de mort signée du groupe d'extrême droite Honneur de la Police fustigeant son rôle dans le film[9]. En cette période, il subit déjà de nombreuses pressions et menaces, en raison de sa tentative d'être candidat à l'élection présidentielle de 1981.
- Il y a un petit clin d'œil au film Zombie de George A. Romero dans la scène du braquage de l'atelier d'orfèvrerie : un des complices de Morzini se fait submerger par les handicapés en fauteuil roulant au point de disparaître alors qu'un des loubards dans Zombie subit le même traitement avec la horde de morts-vivants.